# 투먼 (배우)
투먼(중국어 간체자: 涂们, 정체자: 涂們, 병음: Tú Men, 한자음: 도문, 1960년 2월~2021년 12월 12일)은 중국의 영화 배우, 텔레비전 배우이다. 내몽골 자치구 후룬베이얼시에서 태어났으며 상하이 희극학원을 졸업했다. 2018년에 금마장 최우수 남우주연상을 수상했다.

## 방송
- 손자병법

## 영화
- 올드 비스트(2017년)
- 징기스칸 : 지살령(2013년)
- 천상의 잔디밭(2002년)
- 징기스칸(1998년)
- 스파클링 폭스(1994년)